# Българско училище „Иван Вазов“ (Лос Анджелис)
Българско училище „Иван Вазов“ е училище на българската общност в Лос Анджелис, Калифорния, САЩ. Директор на училището е Евгени Веселинов.

## История
Училището е открито на 13 септември 2009 година. Основано към фондация BulgariCA за „разпространение на българска култура и писменост в Калифорния и САЩ“. Инициативата за създаването му и изборът на името „Иван Вазов“ е на журналиста Евгени Веселинов, гл.редактор на ОБЗОР – второто печатно издание на български език на Западния бряг в САЩ и онлайн версията му www.bulgarica.com. Първото беше BG WORLD. Обучението по български език и литература, история и география на България е съобразено с изискванията на МОМН. През учебната 2009/2010 година в училището има 15 деца. През 2009 година, директорът на училището дава идеята за инициатива „Мартеница“, в която взимат участие български училища от цял свят.